# Duchesse brisée

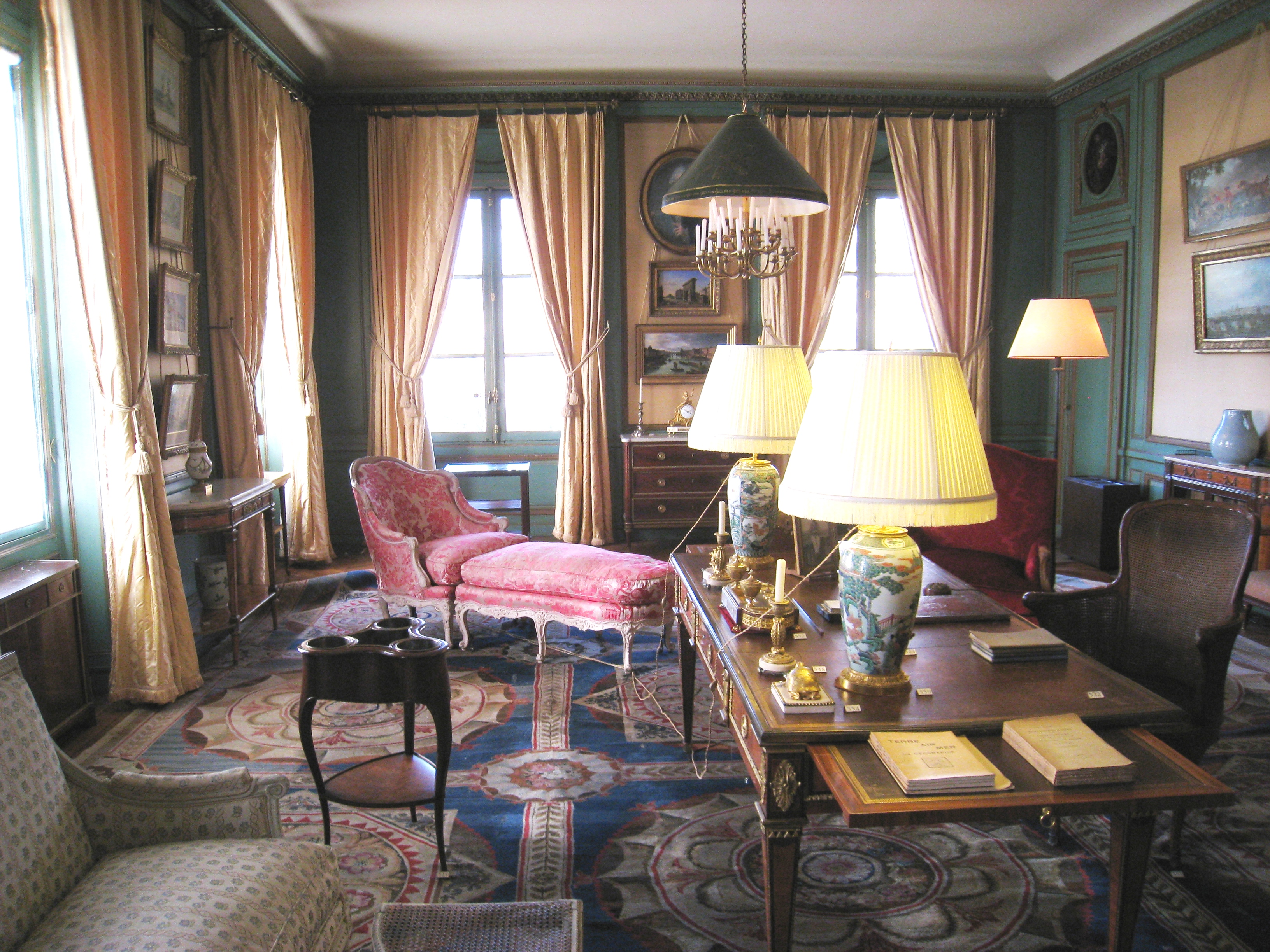
Duchesse brisée en deux parties, époque Louis XV, musée Nissim-de-Camondo, Paris

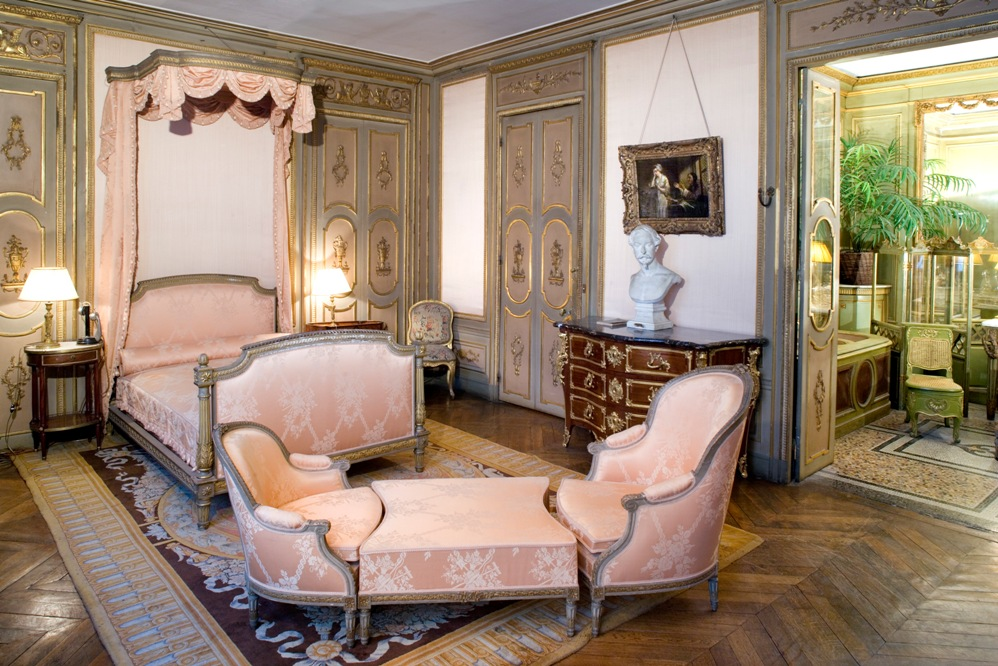
Duchesse brisée en trois parties, époque Louis XVI, musée Jacquemart-André, Paris

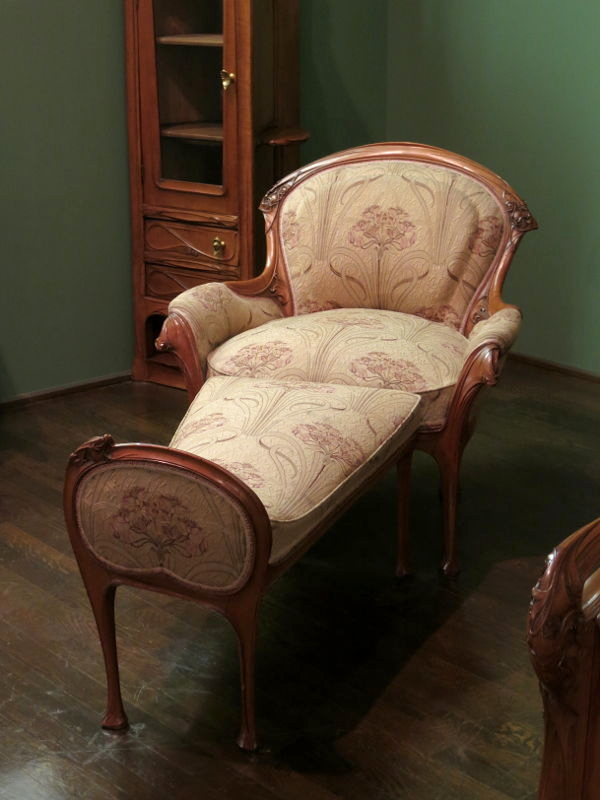
Duchesse brisée en deux parties (1903) par Hector Guimard, Art nouveau, Musée des arts-décoratifs, Paris.

Une duchesse brisée est une chaise longue divisée en deux ou trois parties distinctes et séparables. Le siège lui-même est une bergère, prolongée soit par un fauteuil (ou un pouf) à l'assise allongée lui faisant face, soit par un pouf et un fauteuil faisant face. 
Les duchesses brisées sont apparues dans la seconde moitié du XVIIIe siècle.